# Koronavirus feretki
Koronavirus feretki je minakovirus koji inficira feretke. Prvi slučajevi otkriveni su u ožujku 1993. na istočnoj obali SAD-a. Nekada se zvala zelena bolest sluzi. Ova je bolest vrlo zarazna među feretkama i ima smrtnost od oko 5%. Također ima kratko razdoblje inkubacije. Simptomi uključuju proljev i oštećenje crijeva. Manje izraženi simptomi su krvava stolica, dehidracija, letargija, gubitak težine i slabost.